# Ascanio Arcangeli
Ascanio Arcangeli (Perugia, 1º giugno 1911 – Perugia, 21 marzo 1975) è stato un ciclista su strada italiano, professionista e indipendente dal 1936 al 1951. Il principale successo che colse in carriera fu quello nella Coppa Valle del Metauro nel 1936; ottenne alcuni piazzamenti di prestigio, fra i quali il terzo posto al Giro dell'Umbria 1931, il secondo nell'edizione successiva e il secondo nel 1938.

## Palmarès
- 1931 (dilettanti)

Coppa Romolo Lazzaretti
- 1932 (dilettanti)

Giro del Casentino
Coppa Ideor
- 1936 (S.S. Parioli, una vittoria)

Coppa Valle del Metauro
- 1938 (Dopolavoro Sportivo Perugia, una vittoria)

Coppa 28 Ottobre

## Piazzamenti

### Grandi Giri
- Giro d'Italia

1937: ritirato
1938: 28º

### Classiche monumento
- Milano-Sanremo

1937: 61º